# Лахвенский сельсовет
Лахвенский сельсовет (белор. Лахвенскі сельсавет) — административная единица на территории Лунинецкого района Брестской области Беларуси. Административный центр — деревня Лахва.

## Состав
Лахвенский сельсовет включает 6 населённых пунктов:
- Барсуково — деревня
- Лахва — деревня
- Лаховка — деревня
- Любань — агрогородок
- Обруб — деревня
- Перуново — деревня